# 物價管理局
物價管理局，或譯物價管理處（OPA,Office of Price Administration），是一個聯邦機構，其任務是在第二次世界大戰期間（1939-1945 年）對非農產品實行價格控制並配給基本消費品。是美国二战时期的物资管理部门，主要目的是控制物价上涨，1940年5月29日作为紧急管理办公室的子部门建立，1942年1月30日独立成一个部门，办公室位于白宫内，該機構至1947年5月29日撤销。
1. ↑  . 今日世界 (香港: 今日世界出版社). 1961, (212-235): 11.
2. ↑  . www.encyclopedia.com.   [2023-03-26]. （原始内容存档于2023-05-13）.